# Damien Chouly
Damien Chouly (Limoges, 27 novembre 1985) è un rugbista a 15 francese, dal 2019 terza linea ala del Perpignano.

## Biografia
Nativo di Limoges, Chouly ebbe la sua formazione rugbistica giovanile a Le Palais-sur-Vienne; ingaggiato dal Brive; con il club del Limosino rimase tre stagioni, nel corso delle quali fu convocato in Nazionale U-21 con cui partecipò ai campionati del mondo di categoria in Argentina nel 2005 e in Francia nel 2006.
Nel corso del 2007 partecipò durante un tour a due test match contro la Nuova Zelanda, a tutt'oggi i suoi unici due impegni internazionali con la selezione maggiore.
Dall'estate del 2007 Chouly milita nel Perpignano, con cui nel 2009 si è laureato campione di Francia.

## Palmarès
- Campionati francesi: 2
Perpignano: 2008-09
Clermont: 2016-17
- Challenge Cup: 1
Clermont: 2018-19